# Diversion (film)
Pour les articles homonymes, voir Diversion (homonymie) et Focus.
Pour plus de détails, voir Fiche technique et Distribution.
Diversion (Focus) est un film américain réalisé par Glenn Ficarra et John Requa, sorti en 2015.

## Synopsis
Nicky Spurgeon est un escroc « professionnel » à la tête d'une équipe de nombreux arnaqueurs et pickpockets. Un soir, il croise Jess Barrett, une arnaqueuse débutante. Nicky décide de l'intégrer pour un gros coup à La Nouvelle-Orléans. Trois ans plus tard, il la retrouve sur sa route à Buenos Aires.

## Fiche technique
Sauf indication contraire, les informations mentionnées dans cette section peuvent être confirmées par la base de données cinématographiques IMDb,  présente dans la section « Liens externes ».
- Titre français : Diversion
- Titre original et québécois : Focus
- Réalisation et scénario : Glenn Ficarra et John Requa
- Direction artistique : Kelly Curley
- Décors : Beth Mickle
- Costumes : Dayna Pink
- Photographie : Xavier Pérez Grobet
- Montage : Jan Kovac
- Musique originale : Nick Urata
- Production : Denise Di Novi

Producteurs délégués : Charlie Gogolak et Stan Wlodkowski
- Sociétés de production : Kramer & Sigman Films et Zaftig Films
- Distribution : Warner Bros.
- Budget : 50 100 000 $[1]
- Pays de production :  États-Unis
- Langue originale : anglais
- Genre : comédie dramatique, thriller
- Durée : 104 minutes
- Dates de sortie[2] :
  - États-Unis : 27 février 2015
  - Belgique , France : 11 mars 2015

## Distribution
- Will Smith (VF : Greg Germain[3] ; VQ : Pierre Auger[4]) : Nicky Spurgeon
- Margot Robbie (VF : Élisabeth Ventura[5] ; VQ : Catherine Brunet) : Jess Barrett
- Adrian Martinez (VF : Jean-Loup Horwitz ; VQ : Stéphane Rivard) : Farhad
- Gerald McRaney (VF : Philippe Catoire ; VQ : Marc Bellier) : Owens
- Rodrigo Santoro (VF : Bernard Gabay ; VQ : Nicolas Charbonneaux-Collombet) : Rafael Garriga
- B. D. Wong (VF : Xavier Fagnon ; VQ : Martin Desgagnés) : Liyuan
- Brennan Brown (VF : Bruno Dubernat ; VQ : Marc-André Bélanger) : Horst
- Robert Taylor (VF : Philippe Vincent ; VQ : Sébastien Dhavernas) : McEwen
- Dominic Fumusa (VF : Mathieu Buscatto[6]) : Jared
- Griff Furst : Gareth

## Production

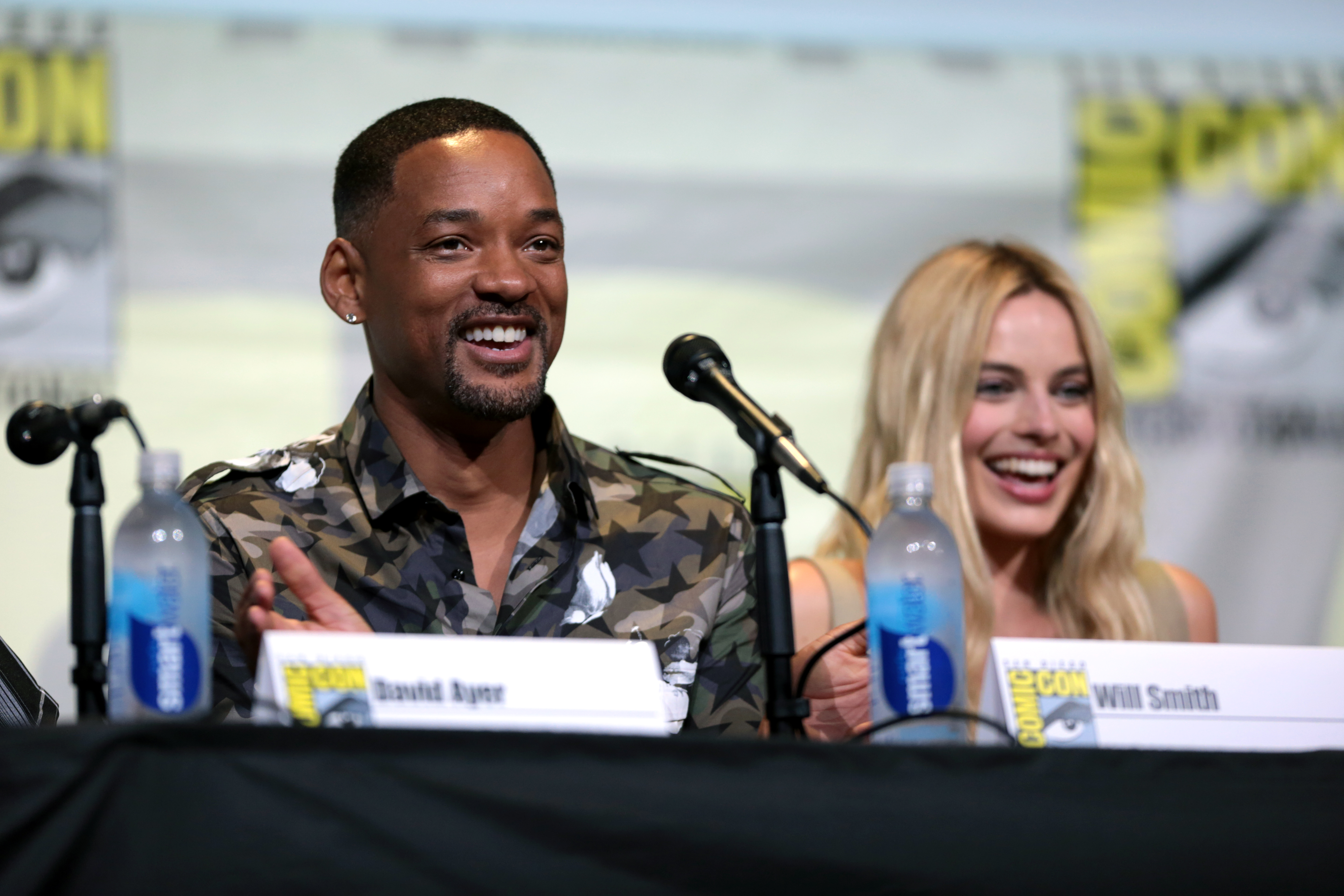
Les acteurs principaux Will Smith et Margot Robbie, remplacent Ryan Gosling et Emma Stone, initialement pressentis pour les rôles principaux.

### Casting
En avril 2012, Emma Stone et Ryan Gosling sont pressentis pour tenir les rôles principaux. Ils avaient déjà tourné ensemble sous la direction de Glenn Ficarra et John Requa pour la comédie Crazy, Stupid, Love. sortie en 2011. En octobre 2012, Ben Affleck est annoncé en remplacement de Ryan Gosling. Un mois plus tard, le nom de Kristen Stewart est évoqué, après le départ d'Emma Stone. En décembre 2012, c'est au tour de Ben Affleck de quitter le projet, en raison d'un emploi du temps surchargé. En avril 2013, le magazine Variety annonce que Will Smith est en négociation pour reprendre le rôle. Le premier rôle féminin revient finalement à Margot Robbie.

### Tournage
Le tournage débute le 12 septembre 2013 à La Nouvelle-Orléans, puis se poursuit à Buenos Aires à partir du 17 novembre 2013 et pendant trois semaines. Le dernier jour de tournage en Argentine a lieu le 10 décembre 2013. Le tournage s'achève à New York le 17 décembre 2013.

## Bande originale
La musique originale du film est composée par Nick Urata du groupe DeVotchKa. L'album de la bande originale contient cependant davantage de chansons non originales présentes dans le film.
Liste des titres
1. I’m A Manchild – Uptown Funk Empire
2. Sofa Rockers (Richard Dorfmeister Remix) – Sofa Surfers
3. Please! – Edward Sharpe and the Magnetic Zeros
4. Wind It Up – Stooges Brass Band
5. You Don’t Have To Worry (Guts Remix) – Doris & Kelley
6. Meet Me In The City – Junior Kimbrough
7. Gimme Danger – Iggy & The Stooges
8. Chorra – Los Mareados
9. La Espada De Cadorna – Mauro Alberelli, Fernando Diego Barreyro, Maria Carla Flores, Fermin Echeveste, Manuel Gonzalez Aguilar, Mateo Gonzalez Aguilar et Carlos Maximiliano Russo
10. Gerli Hood – Ivan Diaz Mathe, Jorge Estenbenet, Sebastian Martinez, Francisco Olivero, Daniel Michel, Juan Manuel Meyer, Gala Iglesias Brickles, Camilo Castaldi Lira et Alberto Manuel Rodriguez
11. Corazon De Piedra (Te Amo) – Alejandro Medina
12. White Bird – It's a Beautiful Day
13. Love Makes The World Go Round – Barbara Lewis
14. Focus (Love Theme) – Nick Urata

Autres chansons présentes dans le film
- Small Time – Orgone
- Buck It Like A Horse – Lil’ Rascals Brass Band Courtesy of Mardi Gras
- Let Me Do My Thing – Hot 8 Brass Band
- The Windmills of Your Mind – Ray Conniff & The Singers
- First Waltz – Terrance Simien
- Let Me Go Home, Whiskey – Snooks Eaglin
- Anything You Want (Not That) (Aldo Vannucci Presents The Cinnamon Kings Remix) – Belleruche
- Baby, Please Don't Go – Them
- Kernkraft 400 (Sport Chant Stadium Remix) – Zombie Nation
- Backatown – Trombone Shorty
- Do It Again – Rebirth Brass Band
- It Takes Two – Rob Base & DJ EZ Rock
- Sympathy for the Devil – The Rolling Stones
- Rumbero – Dead Combo
- Lisboa Mulata – Pedro Gonçalves & Tó Trips
- Today Tomorrow – Amparo Battaglia, Sergio Martín Grasso & Demian Ariel Soler Cheblis
- Body Speaking – Luomo
- Rap Para Las Madres – María Paz Ferreyra
- Comfortable – The Knocks featuring X Ambassadors
- Regalo – Los Cheremeques
- Mismo Lado – Los Cheremeques
- La Distancia – Los Cheremeques
- El Blus – Fernando Diego Barreyro, Juan Felipe Correa, Martin Fernandez Batmalle, Maximiliano Prietto Sosa, Miguel Mactas & Santiago Moraes Trinidad
- Today Tomorrow – Marciano’s Crew & Catnapp

## Sortie

### Critique
Aux États-Unis, le film reçoit des critiques partagées. Sur l'agrégateur américain Rotten Tomatoes, Diversion obtient 55% d'opinions favorables, pour 174 critiques recensées. Sur Metacritic, le film obtient une moyenne de 56/100 pour 42 avis.
En France, les critiques sont également partagées. Sur le site AlloCiné, Diversion décroche une moyenne de 2,6/5 pour 23 titres de presse. Du côté des avis positifs, Caroline Vié écrit dans 20 minutes « Will Smith se régale dans le rôle du gentleman cambrioleur de Diversion (...) Toujours aussi cool, il transporte le spectateur avec lui de la Nouvelle-Orléans en Argentine pour une suite de péripéties sans langueur ». Dans Cinemateaser, Emmanuelle Spadacenta apprécie Will Smith et Margot Robbie qui « font valser les codes du film d'arnaque et de la comédie romantique, devant la caméra élégante de Glenn Ficcara et John Requa ». Hélèna Villovitch du magazine Elle écrit « Will Smith nous entraîne dans une histoire rocambolesque où il incarne un escroc plutôt sympa à la tête d’une florissante organisation de pickpockets hyperactifs ».
D'autres journalistes apprécient le film mais notent quelques défauts, comme Jean-Christian Hay qui écrit dans Gala « un zeste d’imagination supplémentaire aurait pu lui permettre de se ranger dans le top des meilleurs films de ce genre ». Alain Spira de Paris Match juge le film « aussi invraisemblable que les dernières productions Marvel » mais apprécie « le charme des deux acteurs principaux, Will Smith et Margot Robbie ».
Frédéric Strauss de Télérama regrette que les réalisateurs Glenn Ficarra et John Requa ne possèdent pas « le brio qui pourrait nous bluffer ». Dans Metro, Mehdi Omaïs écrit « la mise en scène pataude de cette comédie fait corps avec un récit cousu de fil blanc (...) Pour le coup, autant se refaire la saga "Ocean's" ou, si on veut rester dans l'illusion, s'attaquer aux Insaisissables C'est dire ». Julien Gester de Libération trouve que le film est un « thriller à twists [qui] s’essouffle ». Pour Hubert Lizé du Parisien, « le film louvoie entre médiocre thriller et comédie romantique à 2 $. Flairant l'arnaque, on constate que le rôle féminin a été refusé par Emma Stone et Kristen Stewart, que Ryan Gosling, Brad Pitt et Ben Affleck ont successivement décliné celui de Will Smith. On comprend mieux l'embrouille ».

### Box-office
| Pays ou région    | Box-office      | Date d'arrêt du box-office | Nombre de semaines |
| ----------------- | --------------- | -------------------------- | ------------------ |
| États-Unis Canada | 53 862 963 $    | 17 juin 2015               | (en cours)         |
| France            | 836 991 entrées | 30 mars 2015               | (en cours)         |
| Mondial           | 158 862 963 $   | 30 mars 2016               | (en cours)         |